# 小行星9128
小行星9128（英語：9128 Takatumuzi）是一颗围绕太阳公转的小行星。1998年4月30日，大国富丸在南阳市发现了此天体。
这颗小行星的绝对星等为202.1936487169471等。